# Цопи
Цопи (груз. წოპი, азерб. Sop) — село Марнеульского муниципалитета, края Квемо-Картли республики Грузия с 62 %-ным азербайджанским населением. Находится на юге Грузии, на территории исторической области Борчалы.

## География
Село расположено на левом берегу реки Бановша, в 37 км к юго-западу от районного центра Марнеули, на склонах горы Лелвер, у подножия Цопской скалы, в окружении лесов.
Граничит с селами Дамиа, Молаоглы, Джанхоши, Вардисубани, Бурдадзори, Ходжорни, Церакви, Садахло, Сиони, Ахали-Лалало, Дамиа-Гиаурархи, Земо-Сарали, Кудро, Хохмели и Опрети Марнеульского Муниципалитета.

## Население
По данным Государственного статистического комитета Грузии, согласно официальной переписи 2002 года, численность населения села Цопи составляет 746 человек и на 62 % состоит из азербайджанцев.
К маю 2013 года население села уже на 80 % состояло из азербайджанцев. Ранее в деревне жили также грузины и греки.

## Экономика
Население в основном занимается сельским хозяйством, овцеводством, скотоводством и овощеводством.

## Достопримечательности
- Мечеть
- Средняя школа[6] - построена в 1936 году.[2]

## Известные уроженцы
- Наби Ибадов - профессор[2]
- Гасан Аббасоглу - поэт[2]

## Археология
Первая керамика урукской культуры на Южном Кавказе была обнаруженна на позднеэнеолитическом поселении Цопи. Памятник был открыт в 1957 году археологом Г. К. Григолия. Он находится на южной окраине с. Цопи. Раскопки начались в 1965 году. Эта археологическая культура названа культура Сиони-Цопи-Гинчи.
Поселение Цопи однослойное. Похожие памятники позже были открыты в ущельях рек Арагви и Куры, в Кахетии, на Иори-Алазанской долине, а также на поселениях Северного Кавказа.
Ранние памятники цопской энеолитической культуры восходят к началу V тыс. до н.э. Цопская культура возникла на основе поздненеолитической культуры Сиони. Похожая керамика также найдена в Восточной Анатолии.